# Евдіаліт

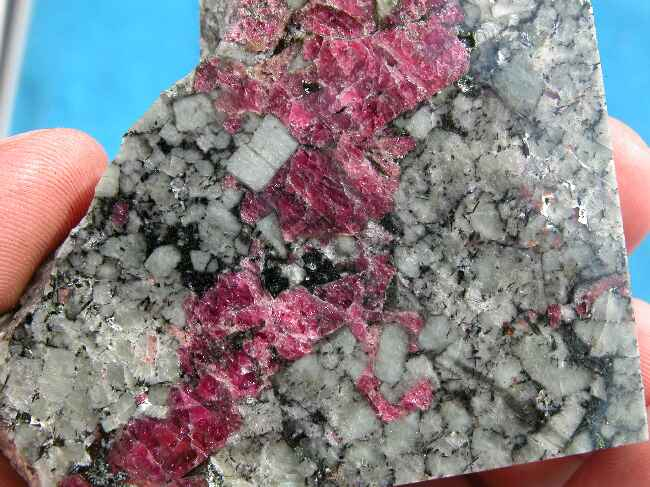
Евдіаліт, апатит, егірин

Евдіалі́т — мінерал класу силікатів, підкласу кільцевих силікатів.

## Історія та етимологія
Назва мінералу походить від грецького слова Εὖ διάλυτος, eu dialytos, що означає «добре розкладається».
Евдіаліт вперше був описаний у 1819 році німецьким хіміком Фрідріхом Штромайером, який назвав мінерал за його особливою властивістю легко плавитися та розчинятися в кислоті. Типовим місцем розташування є комплекс лужних порід Іллімаусак у Кітаа (Гренландія).

## Загальний опис
Силікат натрію, кальцію, заліза, цирконію кільцевої будови.
Хімічна формула: Na4(Ca, Fe)2Zr[Si3O9]2.
За іншою версією (К. Фрея): Na4(Ca, Се, Fe2+)2ZrSi6O17(OH, Cl)2. Часто містить домішку Y і лантаноїдів (до 7,5 %).
Handbook of Mineralogy: Na4(Ca; Ce)2(Fe2+;Mn2+)ZrSi8O22(OH; Cl)2
Міжнародна мінералогічна асоціація (IMA/CNMNC — List of Mineral names, Eudyalite): Na15Ca6Fe3Zr3Si(Si25O73)(O, OH, H2O)3(Cl, OH)2
Склад у %: Na2О — 15,9; CaO — 10,57; FeO — 5,54; ZrO2 — 14,49; Н2О — 1,91; Cl — 1,04; SiO2 — 48,63.
Колір червоний або рожевий.
Напівпрозорий, блиск скляний.
Сингонія тригональна.
Густина 2,74–3,07.
Твердість 5,5–6.
Кристалічна структура субкаркасна і субшарувата.
Форми виділення — зернисті агрегати, рідше — товстотаблитчасті, короткостовпчасті або бочкоподібні кристали.
Спайності немає. Крихкий. Типоморфний для агпаїтових нефелінових сієнітів і їх пегматитів. Руда цирконію.
Рідкісний мінерал лужних пегматитів. Породотвірний мінерал комплексу евдіалітових луявритів.
Зустрічається: в нефелінових сієнітах, лужних гранітах і пов'язаних з ними пегматитах; може бути основною складовою порід, як магматичного, так і пізнього пневматолітичного походження.
Асоціація: мікроклін, нефелін, егірин, лампрофіліт, лорензеніт, мурманіт,
арфведсоніт, содаліт, енігматит, ринкіт, левеніт, титаніт, титаномагнетит.
Родовища евдіаліту є на Кольському півострові, в Туві, Ґренландії (Іллімаусак), на о. Мадагаскар, в Австралії (шт. Квінсленд), США (шт. Арканзас, горі Паджаріто, шт. Нью-Мексико), в Канаді (пров. Квебек), Канарські острови.
Евдіаліт в Україні зустрічається у Приазов'ї. Мазурівське родовище. Жовтневий лужний масив

Використовується в чорній металургії (для модифікації сталей), у кераміці і інш.